# Chestnut (Illinois)
Chestnut es un lugar designado por el censo ubicado en el condado de Logan en el estado estadounidense de Illinois. En el Censo de 2010 tenía una población de 246 habitantes y una densidad poblacional de 863,46 personas por km².

## Geografía
Según la Oficina del Censo de los Estados Unidos, Chestnut tiene una superficie total de 0.28 km², de la cual 0.28 km² corresponden a tierra firme y (0%) 0 km² es agua.

## Demografía
Según el censo de 2010, había 246 personas residiendo en Chestnut. La densidad de población era de 863,46 hab./km². De los 246 habitantes, Chestnut estaba compuesto por el 94.72% blancos, el 0% eran afroamericanos, el 0.81% eran amerindios, el 1.22% eran asiáticos, el 0% eran isleños del Pacífico, el 2.44% eran de otras razas y el 0.81% pertenecían a dos o más razas. Del total de la población el 2.85% eran hispanos o latinos de cualquier raza.